# Хрустицкий, Анатолий Казимирович

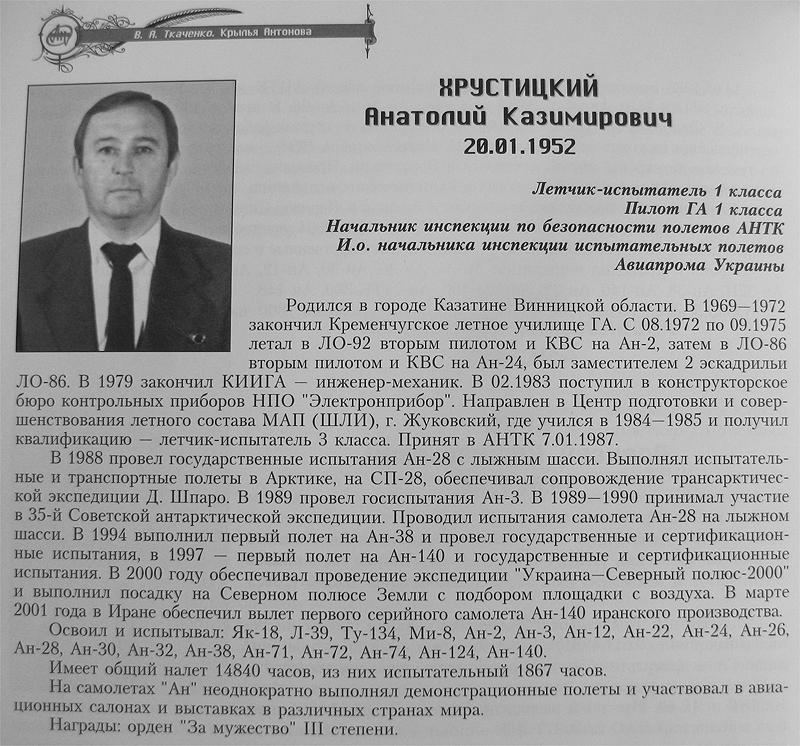
Книга В. А. Ткаченко «Крылья Антонова».

Анато́лий Казими́рович Хрусти́цкий (20 января 1952, Казатин — 14 марта 2023) — лётчик-испытатель, «поставивший на крыло» не один самолёт. В частности, упоминается в книгах В. А. Ткаченко «Крылья Антонова» и «Лётный риск». Участвовал в экспедициях на Северный и Южный полюс Земли. Также принимал участие в авиасалонах и выставках во многих странах мира. Занимал значимые и руководящие посты в авиации.
Лётчик-испытатель 1-го класса.
Пилот ГА 1-го класса.
Начальник инспекции по безопасности полётов АНТК «Антонов».
ИО начальника инспекции испытательных полётов авиапрома Украины.

## Биография
Родился в городе Казатине Винницкой области. В 1969—1972 закончил Кременчугское лётное училище ГА. С 08.1972 по 09.1975 летал в ЛО-92 вторым пилотом и КВС на Ан-2, затем в ЛО-86 вторым пилотом и КВС на Ан-24, был заместителем 2 эскадрильи ЛО-86. В 1979 закончил КИИГА — инженер-механик. В феврале 1983 поступил в конструкторское бюро контрольных приборов НПО «Электронприбор». Направлен в центр подготовки и совершенствования лётного состава МАП (ШЛИ), г. Жуковский, где учился в 1984—1985 годах и получил квалификацию — лётчик-испытатель 3 класса. Принят в АНТК «Антонов» 7.01.1987.
1988 — провёл государственные испытания Ан-28 с лыжным шасси.
Выполнял испытательные и транспортные полёты в Арктике, на СП-28, обеспечивал сопровождение трансарктической экспедиции Дмитрия Шпаро.
1989 — провёл государственные испытания Ан-3.
1989—1990 — принимал участие в 35-й Советской Антарктической экспедиции. Проводил испытания самолёта Ан-28 на лыжном шасси.
1994 — выполнил первый полёт на Ан-38-100 и провёл государственные и сертификационные испытания.
1997 — первый полёт на Ан-140 и государственные и сертификационные испытания.

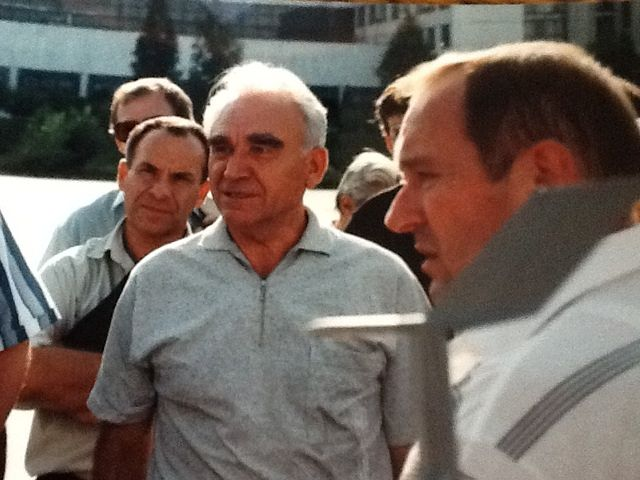
Генеральный конструктор АНТК «Антонов» П. В. Балабуев накануне первого вылета самолёта Ан-140 и А. К. Хрустицкий (справа).
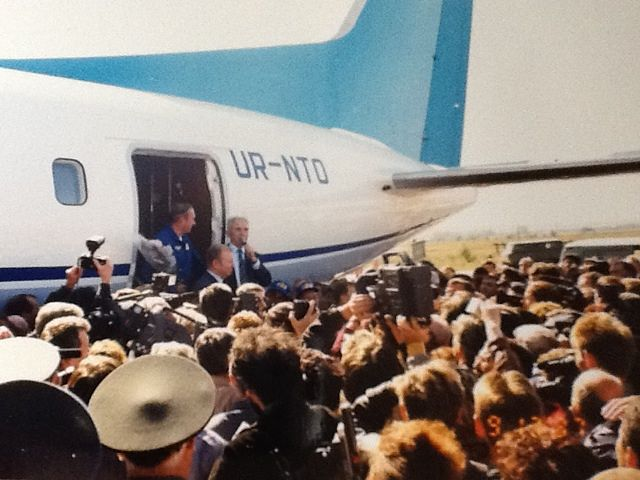
Митинг после первого полета самолёта Ан-140. В проёме люка: Кучма Л. Д., Балабуев П. В., Хрустицкий А. К.
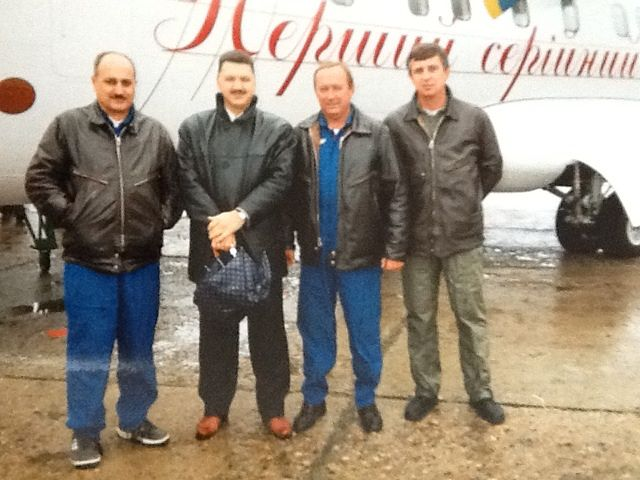
После первого полета первого серийного самолёта Ан-140 в Харькове.
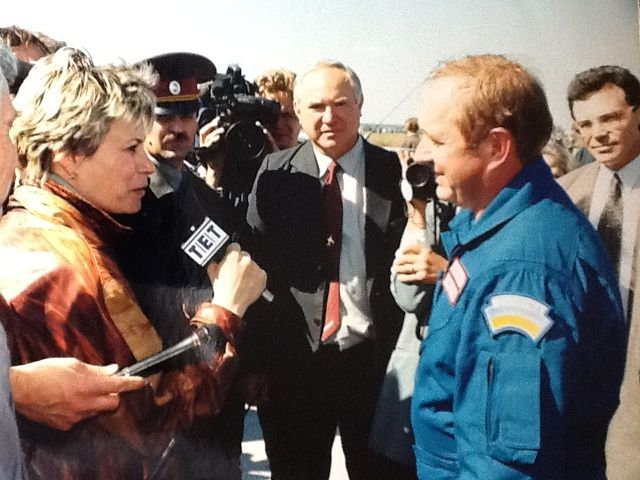
Интервью после показательного полёта.

2000 — обеспечивал проведение экспедиции «Украина — Северный полюс 2000» и выполнил посадку на Северном полюсе Земли с подбором площадки с воздуха.

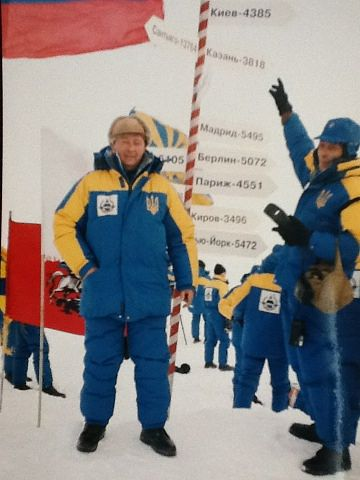
Экспедиция «Украина — Северный полюс 2000».
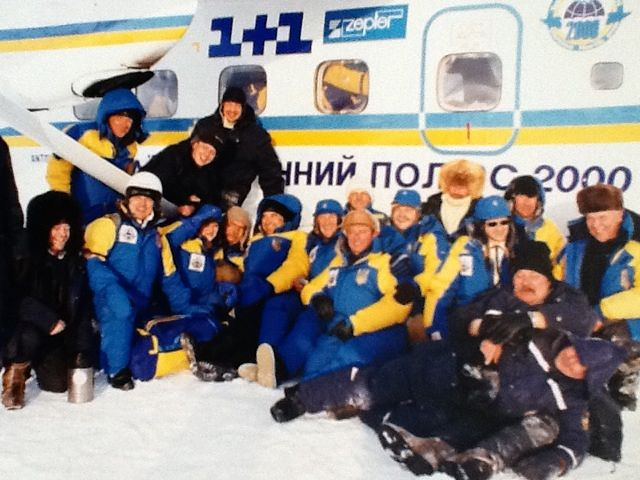
Экспедиция «Украина — Северный полюс 2000».
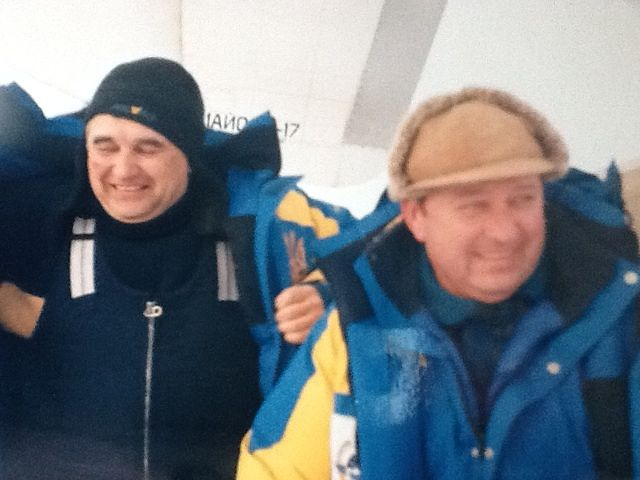
Экспедиция «Украина — Северный полюс 2000».
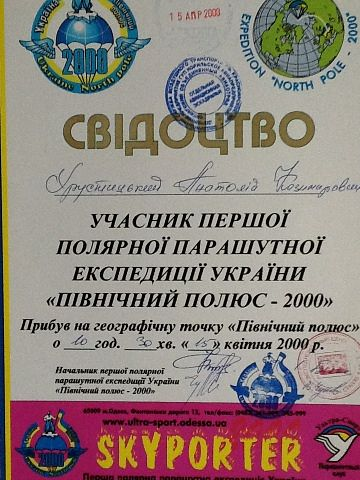
Экспедиция «Украина — Северный полюс 2000».

В марте 2001 года в Иране обеспечил вылет первого серийного самолёта Ан-140 иранского производства.

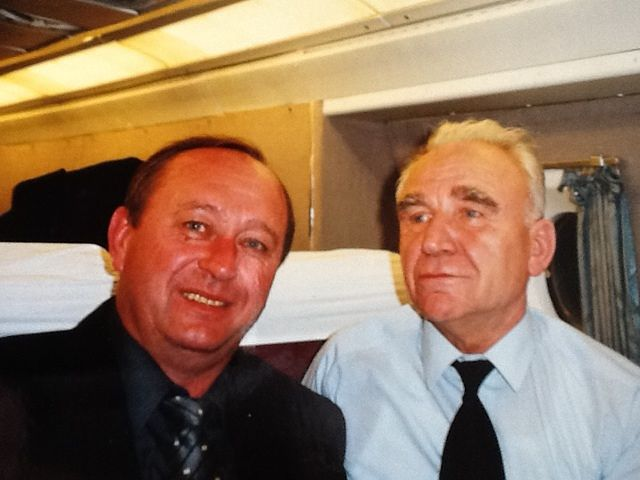
Перелет в Гостомель из Исфахана после подъёма первого Ан-140 иранского производства. Генеральный конструктор АНТК «Антонов» П. В. Балабуев и А. К. Хрустицкий.

Умер 14 марта 2023.

## Лётная практика
Освоил и испытывал:
Як-18, Л-39, Ту-134, Ми-8, Ан-2, Ан-3, Ан-12, Ан-22 «Антей», Ан-24, Ан-26, Ан-28, Ан-30, Ан-32, Ан-38, Ан-70, Ан-71, Ан-72, Ан-74, Ан-74ТК-300, Ан-124 «Руслан», Ан-225 «Мрия», Ан-140.
Работая в АНТК «Антонов», имел налёт 14840 часов, из них испытательных 1867 часов. Позже ещё долго летал на Ан-124 «Руслан», с регистрацией UR-ZYD, компании Maximus. Общий налёт, по состоянию на 2013 год, составил более 21 000 часов.

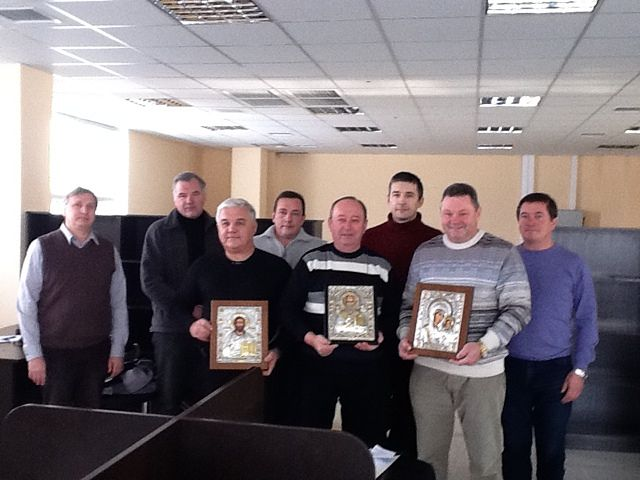
Офис компании Maximus. Слева направо: Краминский, Лазаренко, Жовнир, Юшков, Хрустицкий, Глибин, Горовенко, Гакман.

На самолётах «Ан» неоднократно выполнял демонстрационные полёты и участвовал в авиационных салонах и выставках в различных странах мира.

## Награды
- Награждён орденом «За мужество» III степени.
- Был дважды представлен к званию «Герой Украины», но впоследствии награду так и не получил.